# Preljub
Preljub predstavlja bračnu nevjeru, odnosno oblik izvanbračnog seksa koji predstavlja kršenje bračnih obveza od strane jednog od supružnika. Bračni partner koji se upusti u izvanbračni seks ili izvanbračnu ljubavnu vezu je preljubnik ili preljubnica.
Iako se često navodi da je koncept preljuba vezan uz monogamni tip braka, odnosno judeokršćansko shvaćanje morala, on se može pronaći u brojnim kulturama diljem svijeta. Na preljub se u pravilu gleda negativno, i on, pogotovo kada je preljub počinila žena, odnosno supruga, za sobom povlači moralne, a u nekim slučajevima i zakonske sankcije.
U mnogim državama preljub predstavlja kazneno djelo za koji se mogu izreći i najteže kazne, uključujući smrtnu, kao što je to slučaj u nekim muslimanskim zemljama. Čak i u zemljama gdje preljub nije kazneno djelo, on sa sobom može povući određene pravne posljedice, a što se prvenstveno tiče obiteljskog prava kada se odluke suda o raspodjeli bračne imovine, skrbništva nad djecom i sl. obično donose na štetu preljubnika.